# Valsequillo de Gran Canaria
Valsequillo de Gran Canaria är en kommun i Spanien. Den ligger i den autonoma regionen Kanarieöarna i sydvästra delen av landet, 1 800 km sydväst om huvudstaden Madrid. Antalet invånare är 9 768 (2024). Valsequillo de Gran Canaria ligger på ön Gran Canaria i ögruppen Kanarieöarna.

## Galleri

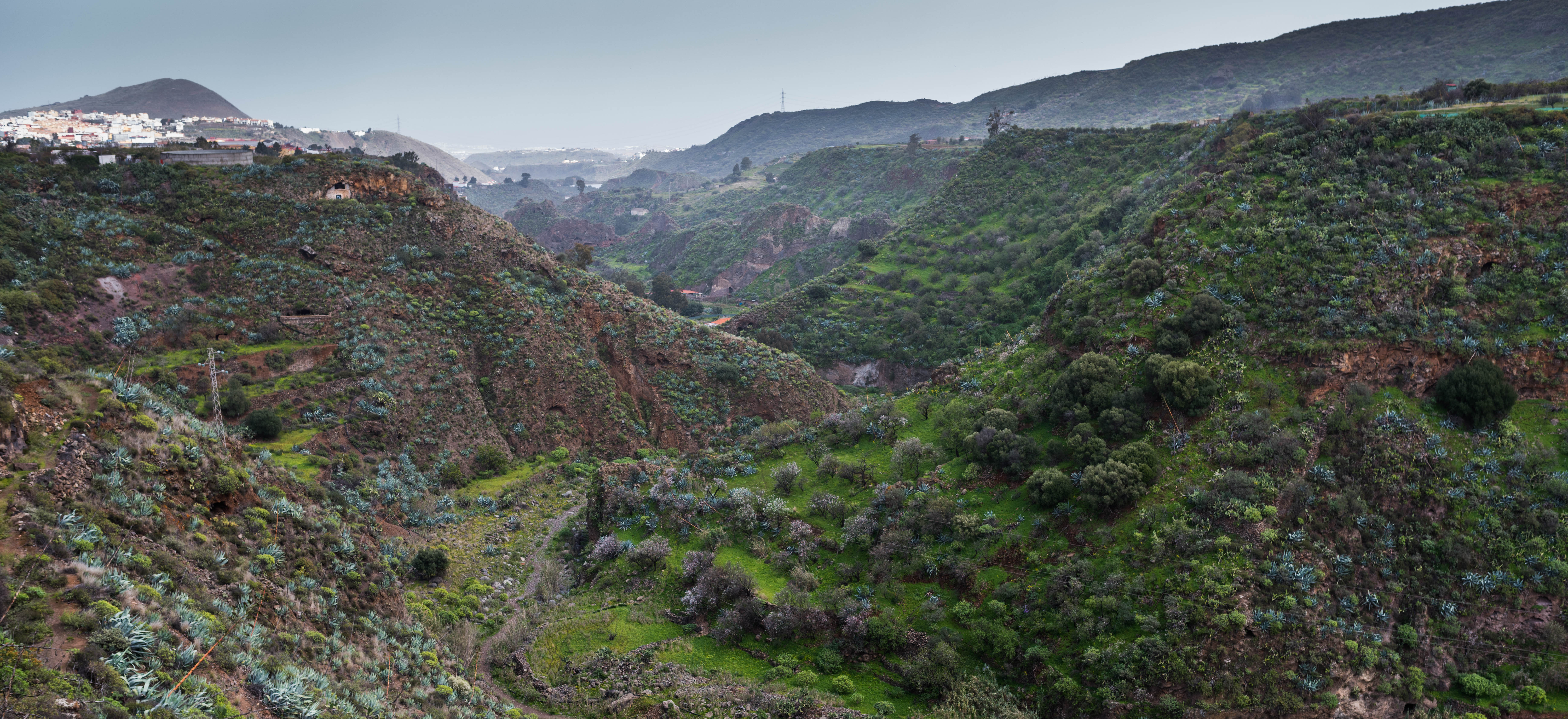
Valsequillo de Gran Canaria 2017
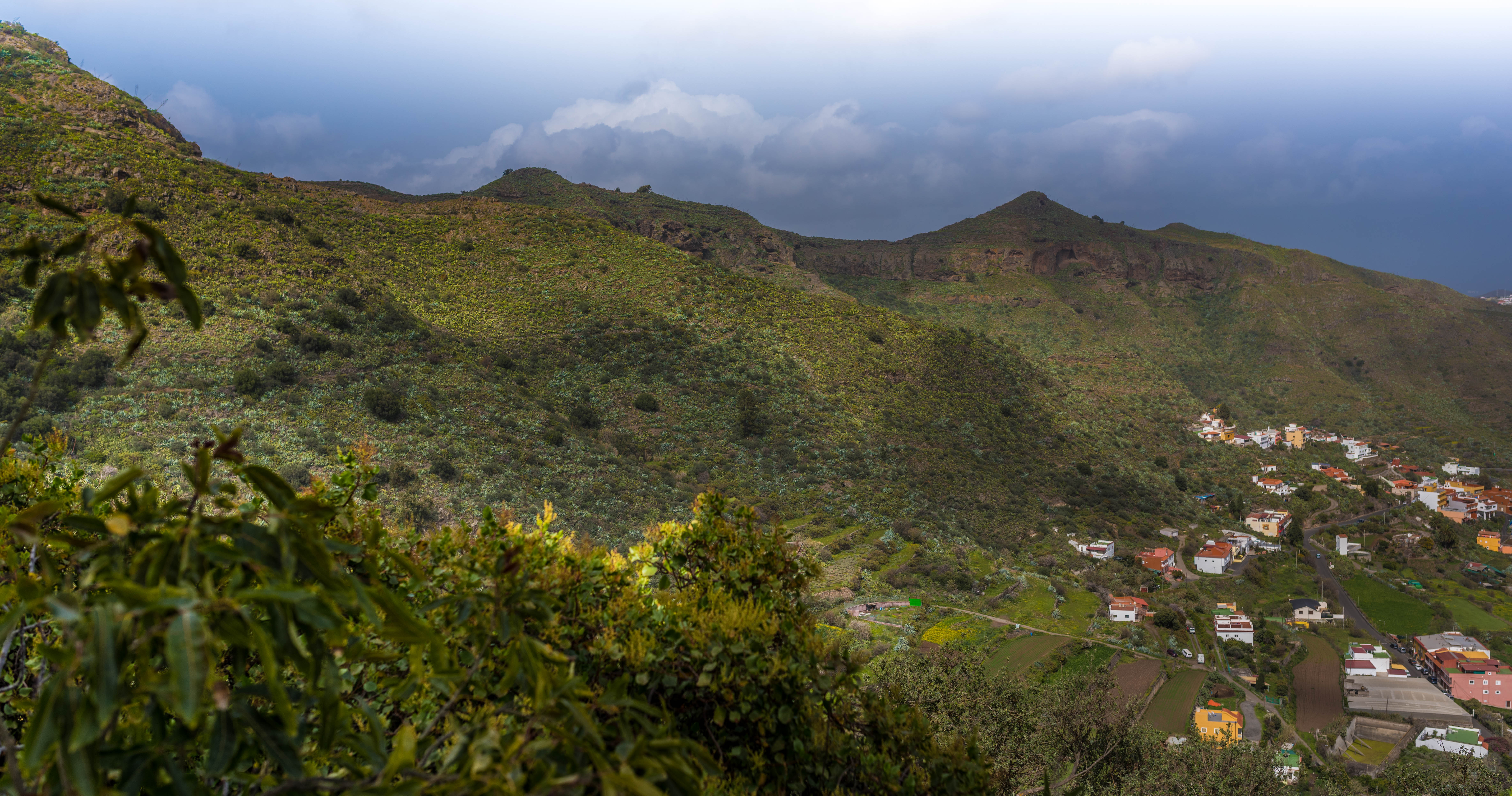
Valsequillo de Gran Canaria 2017

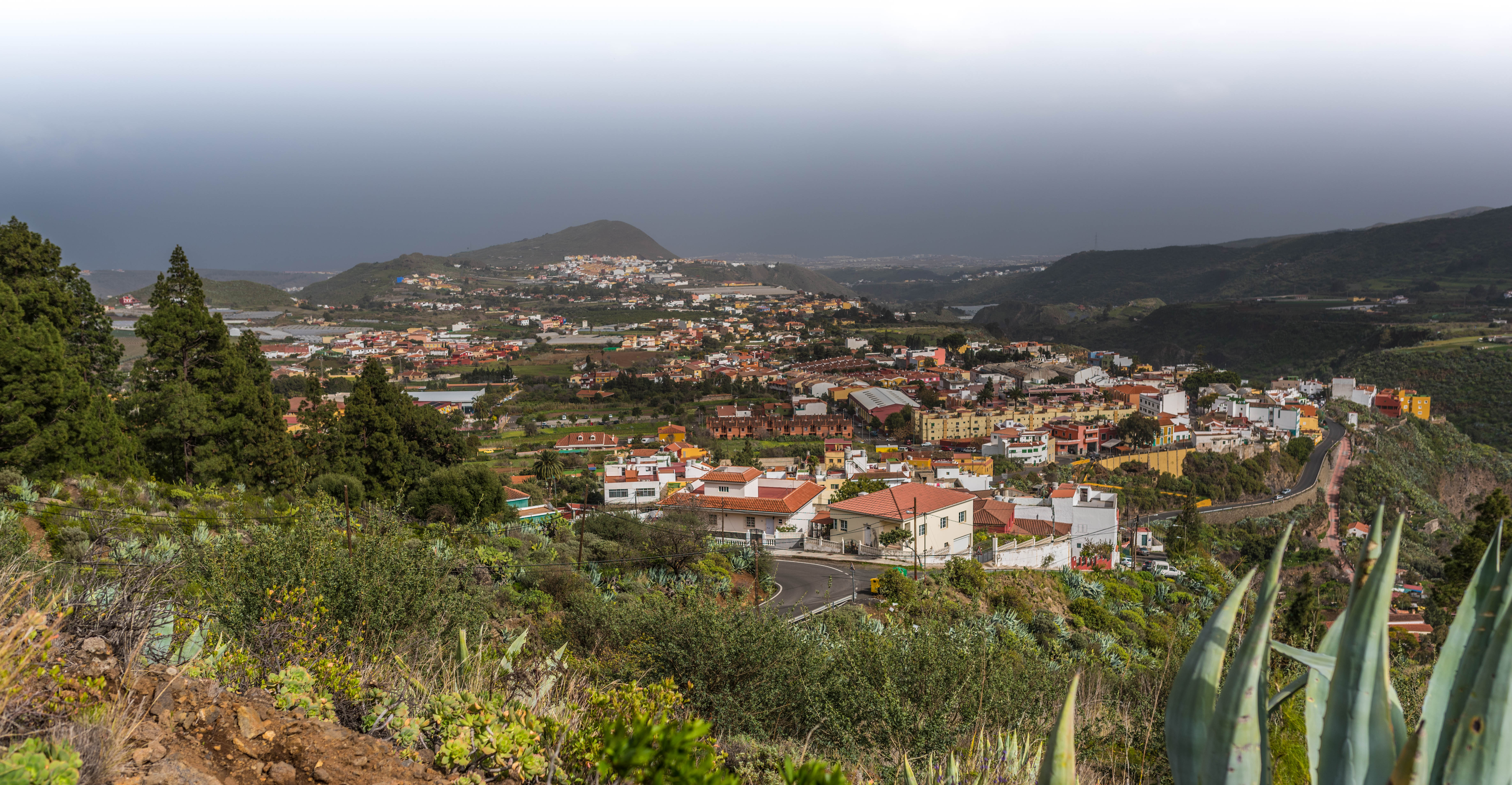
Valsequillo de Gran Canaria 2017
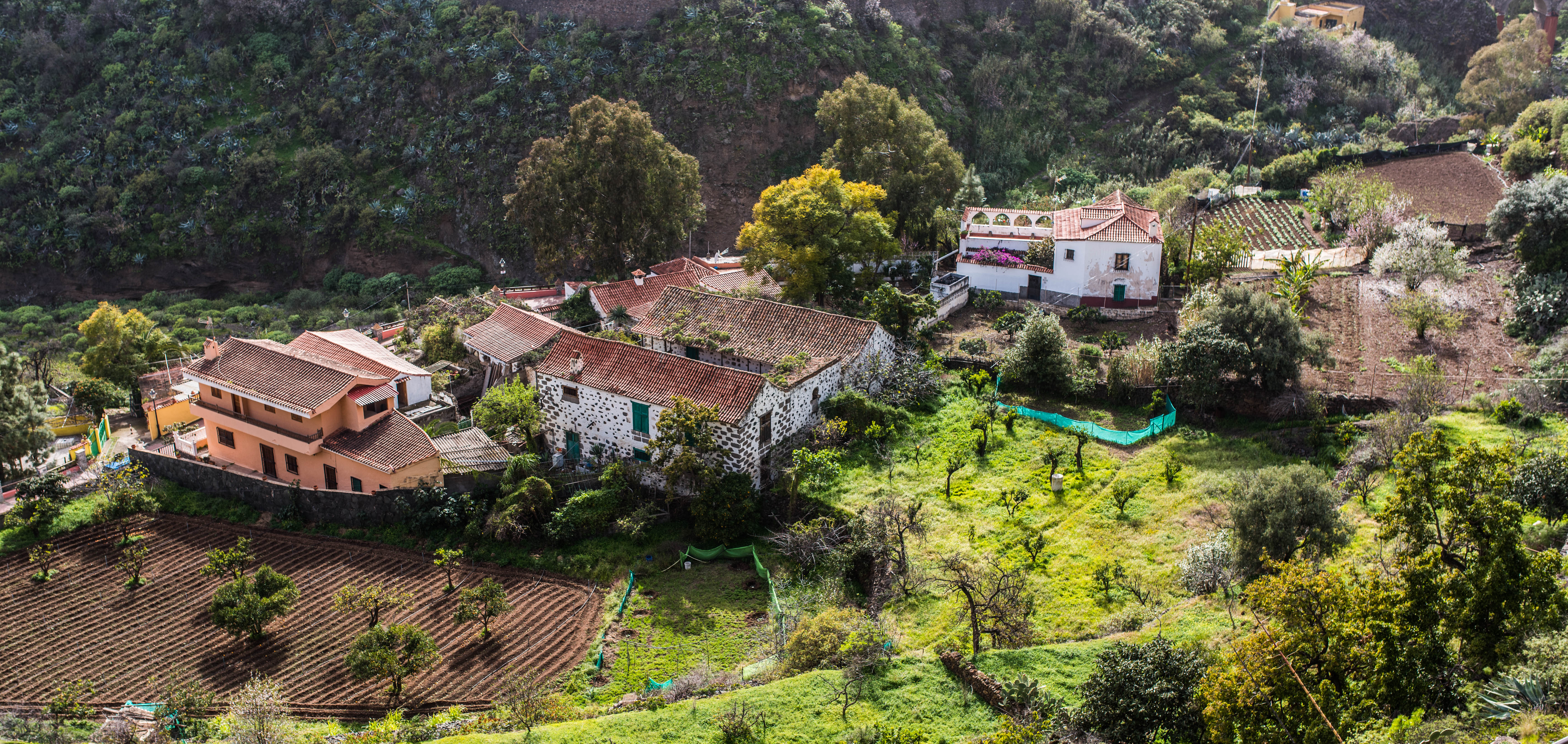
Valsequillo de Gran Canaria 2017